# Lauren Koslow
Lauren Alice Koslow (ur. 9 marca 1953 w Bostonie) – amerykańska aktorka telewizyjna. Znana jest przede wszystkim z roli Kate Roberts w amerykańskiej operze mydlanej Dni naszego życia emitowanej przez amerykańską stację NBC. 

## Życiorys

### Wczesne lata
Urodziła się w Bostonie w Massachusetts. Jej matka była docentką. Wychowała się wraz z siostrą Lindą i bratem Donaldem. Kształciła się na University of Massachusetts Amherst i Virginia Polytechnic Institute and State University, uzyskując dyplom na wydziale teatralnym i projektowania kostiumów. 

### Kariera
Swoją karierę rozpoczęła w teatrze w spektaklach: Kotka na gorącym blaszanym dachu i M jak morderstwo. Zadebiutowała na ekranie w dramacie muzycznym Larry’ego Peerce’a Trudne do utrzymania (Hard to Hold, 1984) u boku Ricka Springfielda i Patti Hansen. W latach 1984–1986 występowała jako Lindsay Wells w operze mydlanej stacji CBS Żar młodości. W latach 1987–1992 grała postać Margo Lynley  w operze mydlanej CBS Moda na sukces. W pierwszej połowie lat 90. grała jedynie role epizodyczne. W 1996 zastąpiła aktorkę Deborah Adair w operze mydlanej NBC Dni naszego życia i przyjęła rolę Kate Roberts, za którą w 2000 była nominowana do nagrody Soap Opera Digest dla najlepszej aktorki drugoplanowej.

## Życie prywatne
3 maja 1987 wyszła za mąż za wizażystę Nicka Schillace, z którym ma dwoje dzieci: syna Zachariaha (ur. 6 listopada 1988) i córkę Emilię Katari „Millikate” (ur. 9 października 1990). Zamieszkała na ranczo w Northridge w Kalifornii w San Fernando Valley. 

## Filmografia
- 1984-1986: Żar młodości - jako Lindsey Wells
- 1987-1992, 2002: Moda na sukces - jako Margo Lynley
- od 1996: Dni naszego życia - jako Kate Roberts